# Team Concordia Forsikring-Himmerland/Saison 2012
Dieser Artikel listet Erfolge und Fahrer des Radsportteams Concordia Forsikring-Himmerland in der Saison 2012 auf.

## Erfolge in der Africa Tour
| Datum    | Rennen                   | Kat. | Fahrer         |
| -------- | ------------------------ | ---- | -------------- |
| 10. März | 1. Etappe Tour d’Algérie | 2.2  | Lars Andersson |

## Platzierung in UCI-Ranglisten
| UCI Continental Circuit | Platz |
| ----------------------- | ----- |
| UCI Africa Tour 2012    | 16    |
| UCI Asia Tour 2012      | 64    |
| UCI Europe Tour 2012    | 87    |

## Zugänge – Abgänge
| Zugänge                        | Team 2011                          | Abgänge                   | Team 2012                 |
| ------------------------------ | ---------------------------------- | ------------------------- | ------------------------- |
| Marc Hester                    | Christina Watches-Onfone           | Andreas Frisch            | Blue Water Cycling        |
| Philip Nielsen                 | Christina Watches-Onfone           | Lasse Norman Hansen       | Blue Water Cycling        |
| Michael Stevenson              | Sparebanken Vest-Ridley            | Rasmus Christian Quaade   | Blue Water Cycling        |
| Sebastian Balck                | Team Cykelcity                     | Niki Byrgesen             | Christina Watches-Onfone  |
| Morten Høberg                  | Blois Cac 41                       | Rasmus Guldhammer         | Christina Watches-Onfone  |
| Lars Andersson                 | Nordic Eco-Vallentuna Cycling Team | Ricky Jørgensen           | Designa Køkken-Knudsgaard |
| Morten Øllegaard               | Stenca Trading (2010)              | Mads Meyer                | Designa Køkken-Knudsgaard |
| Lucas Persson                  | Team Capinordic (2009)             | Sebastian Lander          | Glud & Marstrand-LRØ      |
| Casper Folsach                 | Neoprofi                           | Thomas Guldhammer         | Team Tre-For              |
| Mikkel Mortensen               | Neoprofi                           | Jens Erik Madsen          | Team Tre-For              |
| Magnus Cort Nielsen            | Neoprofi                           | Nicolai Steensen          | Unbekannt                 |
| Andreas Rosenberg (ab 1. Juni) | Neoprofi                           | Marc Hester (bis 1. Juli) | Unbekannt                 |

## Mannschaft
| Name                | Geburtstag         | Nationalität |
| ------------------- | ------------------ | ------------ |
| Nikola Aistrup      | 22. August 1987    | Dänemark     |
| Lars Andersson      | 18. Februar 1988   | Schweden     |
| Sebastian Balck     | 9. Juni 1988       | Schweden     |
| Casper von Folsach  | 30. März 1993      | Dänemark     |
| Morten Høberg       | 8. März 1988       | Dänemark     |
| Kaspar Larsen       | 13. April 1987     | Dänemark     |
| Mikkel Mortensen    | 8. August 1988     | Dänemark     |
| Magnus Cort Nielsen | 16. Januar 1993    | Dänemark     |
| Philip Nielsen      | 31. August 1987    | Dänemark     |
| Morten Øllegaard    | 6. Februar 1988    | Dänemark     |
| Lucas Persson       | 16. März 1984      | Schweden     |
| Christian Ranneries | 5. Mai 1988        | Dänemark     |
| Andreas Rosenberg   | 29. September 1993 | Dänemark     |
| Michael Stevenson   | 10. Juli 1984      | Schweden     |